# Jules Gérard
Pour les articles homonymes, voir Gérard.
Cirille Jules Basile Gérard, dit « le tueur de lions », né le 14 juin 1817 à Pignans et mort noyé dans la rivière Jong entre Woola et Makeleye (Sierra Leone) en septembre 1864, est un militaire, explorateur et chasseur français du XIXe siècle.

## Biographie
Jules Gérard est le fils de François-Calixte Gérard, percepteur des contributions directes à Pignans, qui mourut en 1829.
Après avoir terminé ses études à l'âge de quinze ans, Jules se signala par sa passion pour la chasse et le maniement des armes. Ayant tiré le « bon numéro », il échappa - à regret - à la conscription. C'est donc en tant qu'engagé volontaire qu'il fut enrôlé, le 13 juin 1842, dans le 3e régiment de spahis stationné à Bône, en Algérie.

Nommé brigadier au début de l'année 1843, il se porta volontaire pour rejoindre l'escadron de Guelma.

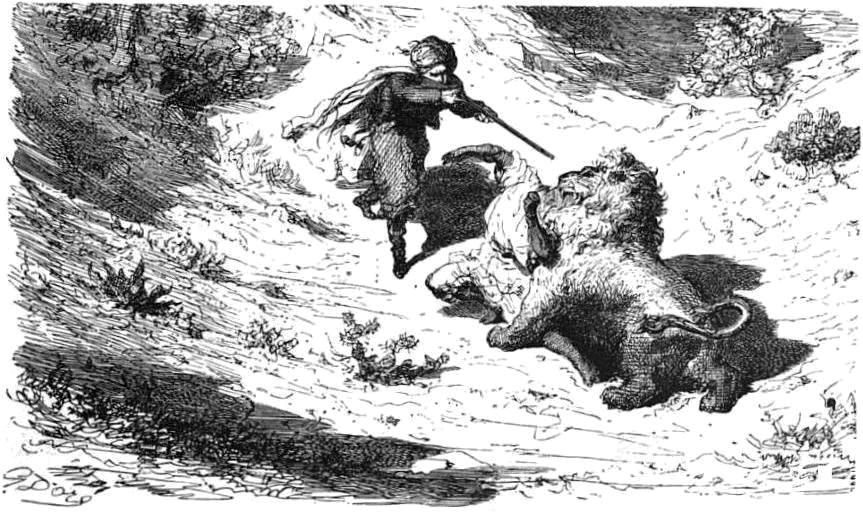
Illustration de Gustave Doré pour La Chasse au lion (1855)

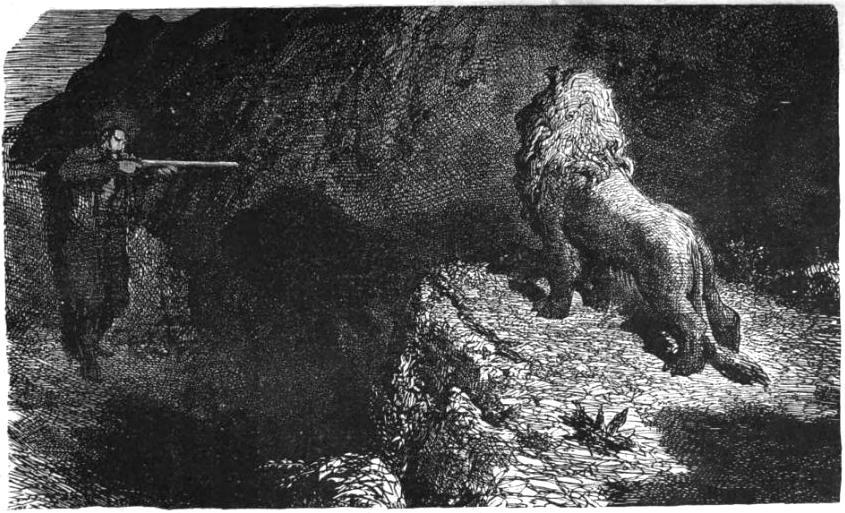
Illustration de Gustave Doré pour La Chasse au lion (1855)

C'est à proximité de ce poste avancé qu'il abattit, le 8 juillet 1844, son premier lion, un fauve descendu de l'Atlas, qui terrorisait les habitants de la région. Par la suite, il terrassa de nombreux autres lions, son tableau de chasse étant estimé à 26 fauves en 1857.
Nommé chevalier de la Légion d'honneur en 1847, le maréchal des logis Gérard fut promu sous-lieutenant au 3e régiment de spahis en récompense de sa conduite au siège de Zaatcha (1849). Attaché au bureau arabe de Constantine, il obtint par la suite les grades de lieutenant puis, entre 1855 et 1857, de capitaine.
Ses exploits de chasseur de lions valurent à Gérard l'estime des personnalités les plus éminentes de l'époque, qui lui offrirent des armes de prix : le duc d'Aumale lui fit don d'un fusil, le comte de Paris lui confia des pistolets ayant appartenu à son père, l'empereur d'Autriche lui offrit un arsenal de chasse dont une carabine de précision, tandis que Napoléon III lui décerna un fusil très cher en guise de premier prix au concours de tir de Vincennes (1860).

En 1848, à l'occasion d'une visite de Gérard en France, le lieutenant général Bedeau remit au célèbre chasseur un somptueux couteau de chasse décerné par le Journal des Chasseurs (dirigé par Léon Bertrand, un parent de Bedeau) et par l'arquebusier Devisme.
À la demande de ses amis et de ses admirateurs, Gérard fit le récit de ses aventures dans un ouvrage à succès qu'il dédia au gouverneur général de l’Algérie, le général Randon (1854). L'édition de 1855 fut illustrée par Gustave Doré.
Après plusieurs années marquées par de nouvelles chasses exotiques (notamment dans l'Himalaya), le capitaine Gérard décida de contribuer à l'exploration de l'Afrique subsaharienne et obtint à cette fin un congé illimité du gouvernement français.

Au début de l'année 1862, il fonda la Société africaine internationale, exploratrice, cynégétique et zoologique, qui avait pour but d'organiser des expéditions de chasse sur le continent africain mais aussi de faciliter des explorations entre l'Algérie et les côtes du Sénégal. Approuvée par l'Académie des beaux-arts, elle comptait le prince de Metternich, le général Daumas, le comte de Saulcy ou encore le savant Jomard parmi ses membres fondateurs.

Peinant toutefois à trouver un appui financier en France, notamment auprès de la Société de géographie, il se tourna vers les Britanniques, proposant à la Royal Geographical Society ainsi qu'à d'autres riches mécènes de financer une expédition entre la Côte de l'Or et la région montagneuse - alors inexplorée - de Kong au Nord de Kumasi (pays Ashanti). Il n'obtint cependant de l'institution que des instruments astronomiques et, faute de moyens, il dut revoir à la baisse ses ambitions avant de débarquer à Lagos en compagnie d'un seul domestique arabe. Alors qu'il comptait parvenir aux montagnes de Kong en passant par le Dahomey, il ne put cependant aller au-delà de la factorerie française de Ouidah, le roi d'Abomey Glélé lui ayant refusé le passage à travers ses États.
Il dut par conséquent abandonner son projet initial et se rendit en 1864 au Sierra Leone. Cherchant à atteindre la source du Niger pour éventuellement descendre ce fleuve jusqu'à Tombouctou, il trouva la mort en remontant ou en traversant la rivière Jong, probablement lors d'une embuscade tendue par ses propres porteurs, qui s'étaient ainsi vengés de mauvais traitements et en avaient profité pour voler l'arsenal de chasse de l'explorateur. La nouvelle de sa mort parvint à un négociant français de l'île de Sherbro, M. Huchard, qui en informa le vice-consul de France par une lettre datée du 15 octobre.
Selon la tradition, le Varois Jules Gérard, dont les exploits ont été chantés par Pierre Dupont (Le Tueur de lions), aurait également inspiré à Alphonse Daudet le personnage provençal de Tartarin de Tarascon.

En 1964, à l'occasion du centenaire de la disparition de Jules Gérard, un monument commémoratif lui a été élevé à Pignans, sa commune natale.